# HP Большой Медведицы
HP Большой Медведицы (лат. HP Ursae Majoris) — одиночная переменная звезда в созвездии Большой Медведицы на расстоянии приблизительно 1530 световых лет (около 469 парсеков) от Солнца. Видимая звёздная величина звезды — от +9,27m до +9,06m.

## Характеристики
HP Большой Медведицы — красная пульсирующая медленная неправильная переменная звезда (LB) спектрального класса M6.